# 弗雷德 (自由邦省)
弗雷德是南非的城鎮，位於該國東北部，由自由邦省負責管轄，距離斯坦德頓60公里，始建於1876年，面積54.69平方公里，2001年人口1,482，人口密度每平方公里27人。	